# Ursulinen Mechelen
Ursulinen Mechelen is een katholieke school voor lager en middelbaar onderwijs in Mechelen gelegen aan de Hoogstraat. De school heeft 1400 leerlingen.

## Geschiedenis
In het voorjaar van 1914 ontvingen de zusters Ursulinen van Onze-Lieve-Vrouw-Waver de vraag van kardinaal Mercier om een school in de Milsenstraat te Mechelen over te nemen. Het is het begin van een lange geschiedenis Ursulinen Mechelen.
Bij het uitbreken van de Eerste Wereldoorlog betekenden de nieuwe gebouwen in het centrum van Mechelen de redding voor de normaalschool van Onze-Lieve-Vrouw-Waver, want die campus werd volledig vernield. Na de oorlog werd de school een vaste en onmisbare waarde voor het vrije meisjesonderwijs. Vanaf het prille begin bestond de school uit een lagere school met kleutertuin en een secundaire school met een Grieks-Latijnse en moderne humaniora, een handelsschool en een bloeiende kledingafdeling. Die laatste leidde ook toekomstige leraressen op.
In de loop van de volgende decennia groeide de school verder: niet alleen het leerlingenaantal nam toe, maar ook kwamen er heel wat richtingen bij. Zo kreeg de school een brede waaier aan studiemogelijkheden.
In de jaren tachtig kende de school een korte dip: de invoering van het vernieuwd secundair onderwijs, het gemengd onderwijs en de scholengemeenschap waren grote uitdagingen voor de school. Maar na een interne herstructurering in 1993 en een fusie met College Hagelstein in 2001 werd het studieaanbod nog verbreed en het leerlingenaantal kent reeds enkele jaren een gestage groei.